# Marathon aux Jeux olympiques d'été de 1924
Pour un article plus général, voir Athlétisme aux Jeux olympiques d'été de 1924.
Navigation
Anvers 1920 Amsterdam 1928
L'épreuve du marathon aux Jeux olympiques d'été de 1924 s'est déroulée le 13 juillet 1924 à Paris, en France.  Elle est remportée par le Finlandais Albin Stenroos.

## Résultats
| Rang               | Athlète                       | Temps             |
| ------------------ | ----------------------------- | ----------------- |
| Médaille d'or      | Albin Stenroos (FIN)          | 2 h 41 min 22 s 6 |
| Médaille d'argent  | Romeo Bertini (ITA)           | 2 h 47 min 19 s 6 |
| Médaille de bronze | Clarence DeMar (USA)          | 2 h 48 min 14 s 0 |
| 4                  | Lauri Halonen (FIN)           | 2 h 49 min 47 s 4 |
| 5                  | Sam Ferris (GBR)              | 2 h 52 min 26 s 0 |
| 6                  | Manuel Plaza (CHI)            | 2 h 52 min 54 s 0 |
| 7                  | Boughéra El Ouafi (FRA)       | 2 h 54 min 19 s 6 |
| 8                  | Gustav Kinn (SWE)             | 2 h 54 min 33 s 4 |
| 9                  | Dionisio Carreras (ESP)       | 2 h 57 min 18 s 4 |
| 10                 | Jüri Lossman (EST)            | 2 h 57 min 54 s 6 |
| 11                 | Axel Jensen (DEN)             | 2 h 58 min 44 s 8 |
| 12                 | Jean-Baptiste Manhès (FRA)    | 3 h 00 min 34 s 0 |
| 13                 | John Cuthbert (CAN)           | 3 h 00 min 44 s 6 |
| 14                 | Victor McAuley (CAN)          | 3 h 02 min 05 s 4 |
| 15                 | Marcel Alavoine (BEL)         | 3 h 03 min 20 s 0 |
| 16                 | Frank Wendling (USA)          | 3 h 05 min 09 s 8 |
| 17                 | Arthur Farrimond (GBR)        | 3 h 05 min 15 s 0 |
| 18                 | Frank Zuna (USA)              | 3 h 05 min 52 s 2 |
| 19                 | Harry Phillips (RSA)          | 3 h 07 min 13 s 0 |
| 20                 | Augustinus Broos (BEL)        | 3 h 14 min 03 s 0 |
| 21                 | Henning Karlsson (SWE)        | 3 h 14 min 21 s 4 |
| 22                 | Tullio Biscuola (ITA)         | 3 h 19 min 05 s 0 |
| 23                 | William Churchill (USA)       | 3 h 19 min 18 s 0 |
| 24                 | Mohammed Ghermati (FRA)       | 3 h 20 min 27 s 0 |
| 25                 | Charles Mellor (USA)          | 3 h 24 min 07 s 0 |
| 26                 | Pierre-Georges LeClercq (BEL) | 3 h 27 min 54 s 0 |
| 27                 | Jack McKenna (GBR)            | 3 h 30 min 40 s 0 |
| 28                 | Antal Lovas (HUN)             | 3 h 35 min 24 s 0 |
| 29                 | Mahadeo Singh (IND)           | 3 h 37 min 36 s 0 |
| 30                 | Elmar Reimann (EST)           | 3 h 40 min 52 s 0 |
| –                  | Ernesto Alciati (ITA)         | DNF               |
| –                  | Vyron Athanasiadis (GRE)      | DNF               |
| –                  | Belisario Villacís (ECU)      | DNF               |
| –                  | Ettore Blasi (ITA)            | DNF               |
| –                  | Cornelis Brouwer (NED)        | DNF               |
| –                  | Alberto Cavallero (ITA)       | DNF               |
| –                  | Josef Eberle (TCH)            | DNF               |
| –                  | Henrik Hietakari (FIN)        | DNF               |
| –                  | Bohumil Honzátko (TCH)        | DNF               |
| –                  | Ján Kalous (TCH)              | DNF               |
| –                  | Shizo Kanakuri (JPN)          | DNF               |
| –                  | Pál Király (HUN)              | DNF               |
| –                  | Hannes Kolehmainen (FIN)      | DNF               |
| –                  | Alexandros Kranis (GRE)       | DNF               |
| –                  | Ville Kyrönen (FIN)           | DNF               |
| –                  | Ernest Letherland (GBR)       | DNF               |
| –                  | Angelo Malvicini (ITA)        | DNF               |
| –                  | Albert Mills (GBR)            | DNF               |
| –                  | Yahei Miura (JPN)             | DNF               |
| –                  | Gabriel Ruotsalainen (FIN)    | DNF               |
| –                  | Iraklis Sakellaropoulos (GRE) | DNF               |
| –                  | Teunis Sprong (NED)           | DNF               |
| –                  | Théophilus Steurs (BEL)       | DNF               |
| –                  | Kikunosuke Tashiro (JPN)      | DNF               |
| –                  | Félicien Van De Putte (BEL)   | DNF               |
| –                  | Georges Verger (FRA)          | DNF               |
| –                  | Ralph Williams (USA)          | DNF               |
| –                  | Dunky Wright (GBR)            | DNF               |

## Légende
Records et Performances
- AR : Record continental (area record)
- CR : Record des championnats (championship record)
- MR : Record du meeting (meet record)
- NR : Record national (national record)
- OR : Record olympique (olympic record)
- PR : Record paralympique (paralympic record)
- PB : Record personnel (personal best)
- SB : Meilleure performance personnelle de la saison (season's best)
- WL : Meilleure performance mondiale de l'année (world leader)
- WJR : Record du monde junior (world junior record)
- WR : Record du monde (world record)

Circonstances et Conditions
- DNF : N'a pas terminé (did not finish)
- DNS : N'a pas pris le départ (did not start)
- DQ : Disqualification (disqualification)
- NM : Aucun essai valable enregistré (No Mark)
- Q : Qualifié « directement » au prochain tour (ou à la prochaine compétition), lors d'une compétition majeure, grâce au classement ou à la réalisation des minima (automatic qualifier)
- q : Qualifié au prochain tour (ou à la prochaine compétition), lors d'une compétition majeure, grâce au repêchage ou à la réalisation de l'une des meilleures performances parmi celles des « non qualifiés directement » (grâce au meilleur temps ou à la meilleure distance par exemple) (secondary qualifier)